# New Bethlehem
New Bethlehem é um distrito localizado no estado norte-americano de Pensilvânia, no Condado de Clarion.

## Demografia
Segundo o censo norte-americano de 2000, a sua população era de 1057 habitantes.
Em 2006, foi estimada uma população de 1005, um decréscimo de 52 (-4.9%).

## Geografia
De acordo com o United States Census Bureau tem uma área de
1,2 km², dos quais 1,2 km² cobertos por terra e 0,0 km² cobertos por água. New Bethlehem localiza-se a aproximadamente 419 m acima do nível do mar.

## Localidades na vizinhança
O diagrama seguinte representa as localidades num raio de 16 km ao redor de New Bethlehem.